# Jordan Nwora
Jordan Ifeanyi Nwora (ur. 9 września 1998 w Buffalo) – amerykański koszykarz, posiadający także nigeryjskie obywatelstwo, reprezentant tego kraju, występujący na pozycji niskiego skrzydłowego, od 2024 zawodnik Toronto Raptors.
W 2014 zajął ósme miejsce w turnieju Nike Global Challenge, natomiast rok później piąte. W 2016 uplasował się na czwartym miejscu w imprezie Adidas Nations. W kolejnym roku wystąpił w meczach wschodzących gwiazd – Derby Classic i Jordan Classic Regional.
9 lutego 2023 został zawodnikiem Indiana Pacers w wyniku wymiany. 17 stycznia 2024 został wytransferowany do Toronto Raptors.

## Osiągnięcia
Stan na 21 stycznia 2024, na podstawie, o ile nie zaznaczono inaczej.
NCAA
- Uczestnik turnieju NCAA (2018)
- Największy postęp konferencji Atlantic Coast (ACC – 2019)
- Zaliczony do:
  - I składu:
    - ACC (2020)
    - All-ACC Academic Team (2018)

  - II składu CoSIDA Academic All-America (2020)
  - III składu:
    - ACC (2019)
    - All-American (2020 przez AP, SN, USBWA, NABC)
- Zawodnik kolejki ACC (9.12.2019)
- Najlepszy pierwszoroczny zawodnik kolejki ACC (12.02.2018)

NBA
- Mistrz NBA (2021)[5]

Reprezentacja
- Uczestnik:
  - mistrzostw świata (2019 – 17. miejsce)
  - afrykańskich kwalifikacji do mistrzostw świata (2017/2018 – 1. miejsce)